# Брянська область
Бря́нська о́бласть (рос. Брянская область) — регіон Російської Федерації, розташований у Центральній Росії на південний захід від Москви, на кордоні з Україною та Білоруссю.
- Обласний центр — місто Брянськ;
- Населення області становить 1346,5 тис. осіб (2005). Густота населення: 38,6 осіб/км² (2005), питома вага міського населення: 68 % (2005).

## Географія
Брянська область лежить у західній частині Східноєвропейської рівнини, займаючи середню частину басейну річки Десна й лісистий вододіл між нею й Окою.
Крайні точки: північна 54° п. ш., південна 52°10' п. ш., західна 31°10' с. д., східна 35° 20' с. д.
Область межує на півночі зі Смоленською областю, на заході — з Гомельською й Могильовською областю Білорусі, на сході — з Калузькою й Орловською областю й на півдні — з Курською областю Росії, Чернігівською й Сумською областями України. Дванадцять південних районів області становили територію Стародубського полку козацької держави та адміністративно-територіальну одиницю верхнього рівня Української Народної Республіки Сіверщина отже входять до української етнічної території.

## Природа
Клімат помірно континентальний. Середня температура січня 7 … 9° нижче нуля, середня температура липня +18° … +20°.
Значна частина області (біля чверті загальної площі) вкрита лісами. Ліси різних типів: хвойні, змішані, а також лісостеп.
Корисні копалини: родовища пісків, глин, крейди, мергелю та ін. будматеріалів, а також фосфоритів.

## Транспорт
Брянськ — найбільший залізничний вузол в регіоні. Вузли меншого значення — Унеча й Навля. Розвинене приміське сполучення. Найінтенсивніше воно на ділянках Жуковка — Брянськ, Жуковка — Рославль I, Брянськ — Сухиничі, Брянськ — Новозибків. Більшість малих гілок закрито, діють тільки Жуковка — Клєтня й Новозибків — Климово. Більша частина поїздів далекого прямування проходить через станції Навлю / Брянськ (залізницею Москва — Київ). Залізниці в основному електрифіковані, використовується переважно мережа змінного струму. У Брянську розташований великий митний термінал. Через область проходить траса федерального значення M3. Поруч з Брянськом її перетинає автошлях А141 Смоленськ — Орел.

## Історія
Брянська область була виділена в окрему територіальну одиницю указом Президії Верховної Ради СРСР від 5 липня 1944 року. У 1937—1944 років її територія входила до складу Орловської області; у 1929—1937 рр. — до складу Західної області РРФСР. До 1929 року існувала Брянська губернія, а протягом XII—XV століть — Брянське князівство.
Брянський обласний комітет ВКП(б)—КПРС очолювали:
- Матвеєв Олександр Павлович (1944—1946);
- Єгоров Олександр Миколайович (1946—1950);
- Бондаренко Олексій Дмитрович (1950—1954), Пєтухов Олександр Улянович (1954—1960);
- Крахмальов Михайло Костянтинович (1960—1977, сільський у 1963—1964);
- Коновалов Іван Михайлович (промисловий у 1963—1964);
- Попов Сергій Васильович (1977—1978);
- Сизенко Євген Іванович (1978—1984);
- Войстроченко Анатолій Хомич (1984—1991).

В ході російського вторгнення в Україну, в області відбувались бої на державному кордоні. У 2023 році було здійснено напад на села Сушани та Любечани.

## Адміністративно-територіальний поділ

### Територіальна організація місцевого самоврядування

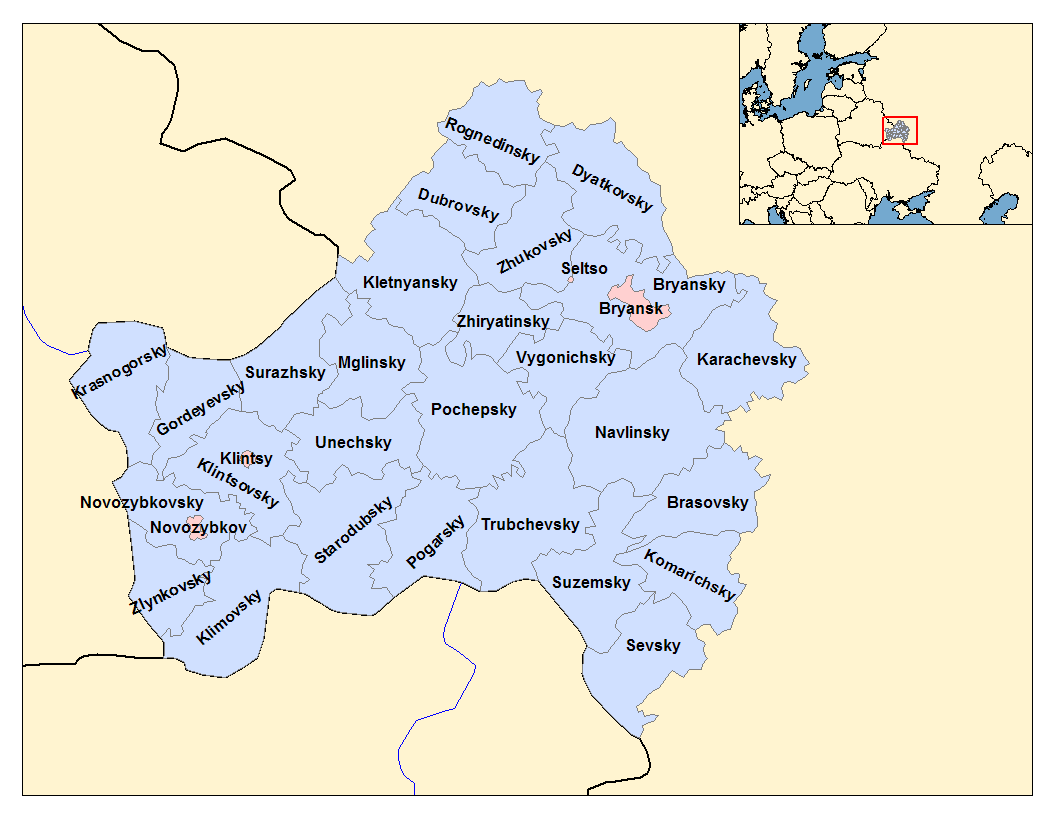
Адміністративний поділ Брянської області

Нині на території Брянської області є 289 муніципальних утворень, у тому числі 6 міських округів, 27 муніципальних районів, 31 міське поселення та 225 сільських поселень.
Міські округи
- Місто Брянськ
- Місто Клинці
- Місто Новозибків
- Місто Сєльцо
- Місто Стародуб
- Місто Фокино

Муніципальні райони
- Брасовський район
- Брянський район
- Вигоницький район
- Гордієвський район
- Дубровський район
- Дятьковський район
- Жирятінський район
- Жуковський район
- Злинковський район
- Карачевський район
- Клєтнянський район
- Климовський район
- Клинцівський район
- Комарицький район
- Красногорський район
- Мглинський район
- Навлінський район
- Новозибківський район
- Погарський район
- Почепський район
- Рогнединський район
- Севський район
- Стародубський район
- Суземський район
- Суразький район
- Трубчевський район
- Унецький район

### Етнічний склад населення
| Етнос         | Кількість у 2002 році, тис (* [Архівовано 24 січня 2012 у WebCite]) |
| ------------- | ------------------------------------------------------------------- |
| Росіяни       | 1404,0                                                              |
| Українці      | 20,2                                                                |
| Білоруси      | 7,7                                                                 |
| Вірмени       | 3,6                                                                 |
| Цигани        | 3,6                                                                 |
| Азербайджанці | 2,4                                                                 |
| Євреї         | 2,3                                                                 |
| Татари        | 1,2                                                                 |
| Молдовани     | 1,2                                                                 |

## Екологічні проблеми
У результаті аварії на Чорнобильській АЕС 26 квітня 1986 частина території Брянської області була забруднена довгоживучими радіонуклідами (головним чином Климовський, Клинцівський, Красногорський, Суразький і Новозибковський райони). 1999 року на території з рівнем забруднення вище 5 Ки/км² проживало 226 тис. осіб, що становить приблизно 16 % населення області.

## Знамениті уродженці
- Афанасьєв Віктор Михайлович — космонавт
- Камозин Павло Михайлович — двічі Герой Радянського Союзу, льотчик-винищувач часів німецько-радянської війни
- Медведєв Дмитро Миколайович — Герой Радянського Союзу, партизан, чекіст
- Пересвіт Олександр — герой Куликовської битви
- Тютчев Федір Іванович, поет
- Толстой Олексій Костянтинович — поет